# Chamaesciadium acaule
Chamaesciadium acaule är en flockblommig växtart som först beskrevs av Friedrich August Marschall von Bieberstein, och fick sitt nu gällande namn av Pierre Edmond Boissier. Chamaesciadium acaule ingår i släktet Chamaesciadium och familjen flockblommiga växter.

## Underarter
Arten delas in i följande underarter:
- C. a. acaule
- C. a. simplex